# 진리상점
《진리상점》은 2018년 10월 25일부터 네이버TV, V LIVE에서 방송되었던 웹예능이다.